# DIN 676
Die inzwischen zurückgezogene DIN-Norm DIN 676 enthielt die Gestaltungsregeln für den Vordruck von Geschäftsbriefen. Sie machte genaue Maßangaben für die Aufdrucke auf Einzelbriefblättern im Format A4 (DIN 476-1) wie auch auf Endlosvordrucken nach DIN 9771 und legte die Reihenfolge der Angaben fest. Sinn der Norm war es, den Schriftverkehr zu erleichtern.
Die Norm definierte zwei verschiedene Formblätter (A und B):
A  für Geschäftsbriefe mit kleinem Briefkopf
B  für Geschäftsbriefe mit erweitertem Briefkopf
Die Hauptbestandteile für das Layout nach DIN 676 waren:
- ganz oben Briefkopf (Name und ggf. Logogramm des Absenders),
- Postanschrift des Absenders (27 bzw. 45 mm unter dem oberen Blattrand) und darunter das Feld für die Anschrift des Empfängers, abgestimmt auf Fensterbriefhüllen nach DIN 680,
- Kommunikationsangaben wie Bezugszeichenzeile oder Informationsblock,
- Faltmarken am linken Blattrand, in unterschiedlicher Höhe für beide Briefkopf-Varianten, und ein Warnzeichen als Hinweis für den Maschinenschreiber, dass nur noch neun Zeilen frei sind,
- Lochmarke (in der Mitte des Briefbogens am linken Rand auf 148,5 mm) sowie
- die Geschäftsangaben (z. B. HR-Nummer, Geschäftsführer oder Kontoverbindung) am Fuß des Vordrucks.

Seit April 2011 ist die DIN 676 zurückgezogen und in überarbeiteter Fassung in der Neuausgabe 2011 der DIN 5008 enthalten.